# ناحیه جفرسون، شهرستان هیلزدیل، میشیگان
ناحیه جفرسون (به انگلیسی: Jefferson Township) یک منطقهٔ مسکونی در ایالات متحده آمریکا است که در شهرستان هیلزدیل، میشیگان واقع شده‌است.
 ناحیه جفرسون  ۳٬۰۶۳ نفر جمعیت دارد و ۳۲۳ متر بالاتر از سطح دریا واقع شده‌است.